# Thagria grandis
Thagria grandis är en insektsart som beskrevs av Nielson 1977. Thagria grandis ingår i släktet Thagria och familjen dvärgstritar. Inga underarter finns listade i Catalogue of Life.